# Schul- und Bethaus Wilhelmsdorf

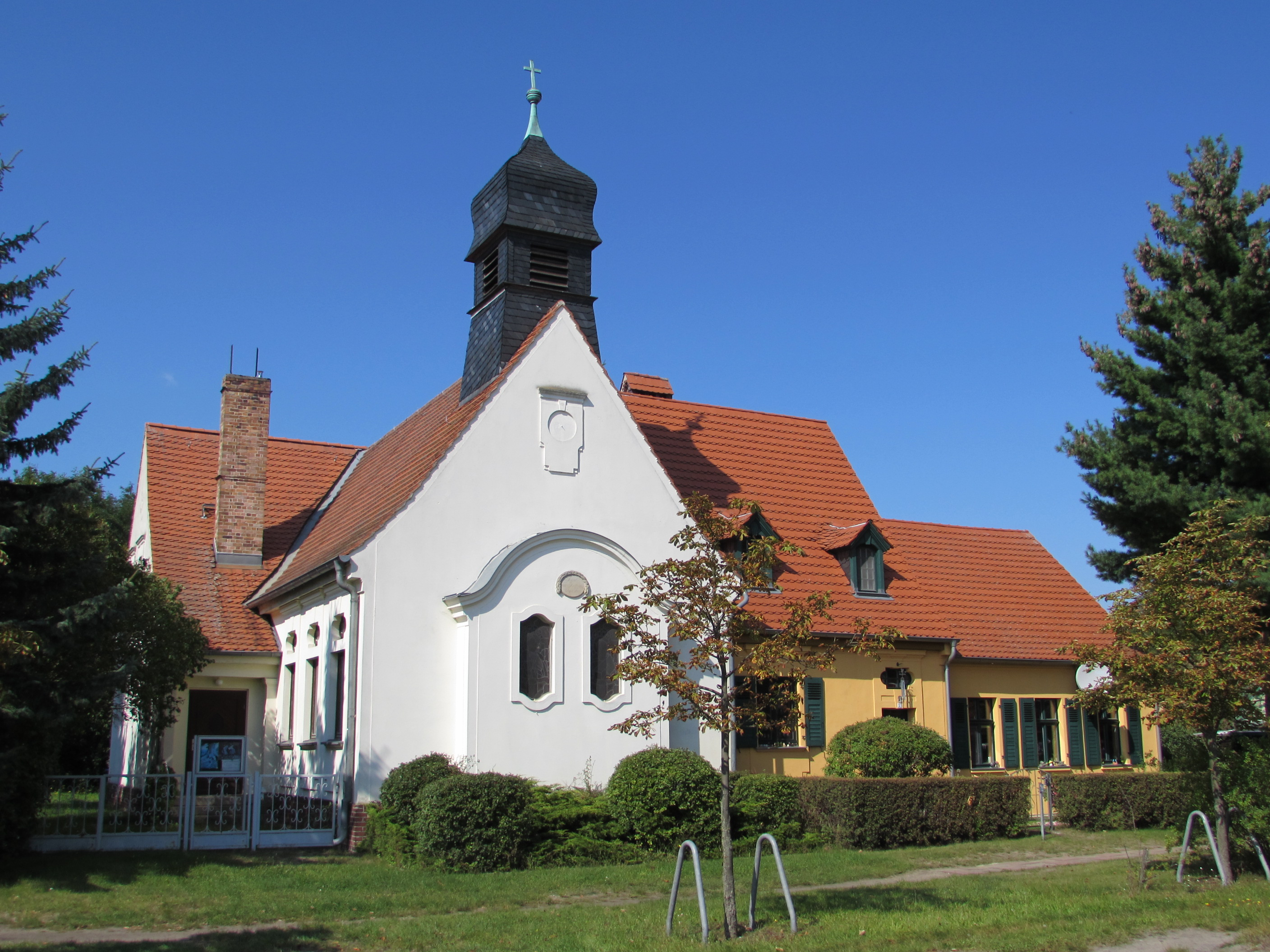
Links das Schul- und Bethaus (Dorfkirche) von Süden, rechts angebaut das Küster- und Lehrerhaus

Das Schul- und Bethaus (auch Dorfkirche) im zur Stadt Brandenburg an der Havel gehörenden Wilhelmsdorf ist ein Kirchen- und Schulbau im Stil des Neubarocks. Es wurde 1906 errichtet, befindet sich nördlich an der durch das Dorf führenden Hauptstraße und ist als Baudenkmal ausgewiesen. Es gehört zur St. Katharinenkirchengemeinde.

## Bauwerk

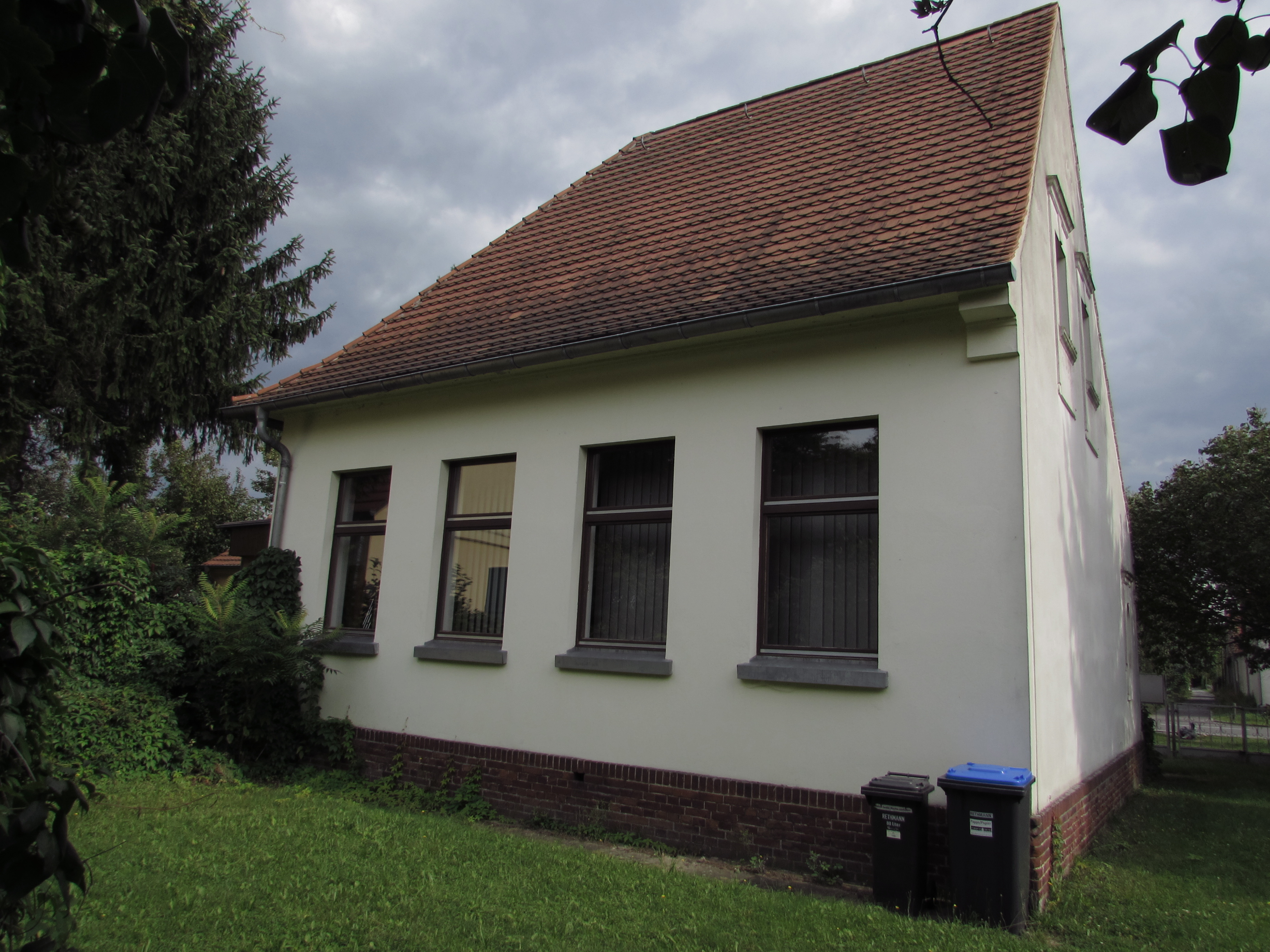
Gebäude von Norden

Der neubarocke Kirchen- und Schulbau ist winkelförmig angeordnet. Ein kleiner Sockel ist mit roten Ziegelsteinen gemauert. Der restliche Bau ist verputzt und hat einen weißen Anstrich. Giebelständig zur Straße befindet sich das Kirchenschiff. Aus der nach Süden ausgerichteten Chorwand kragt eine auffällige Auslucht hervor. Diese besitzt einen Schweifgiebel mit leicht profiliertem Giebelgesims. Zwei nach Süden ausgerichtete kleine Fenster besitzen geschweifte Ober- und Unterkanten und eine leicht profilierte Umrandung. Drei Rechteckfenster auf der Westseite des Schiffs haben seitlich geschweifte Kämpferfenster.
Auf dem Dach des Betsaals befindet sich ein mit Schiefer gedeckter Dachreiter, der das Geläut trägt. Oberhalb der Schallöffnungen gibt es eine Schweifhaube, auf deren Spitze eine Turmkugel und ein Kreuz aufgesetzt sind. Das gesamte Hausdach ist mit roten Biberschwänzen eingedeckt.
In einem 90-Grad-Winkel vom Schiff nach Westen befindet sich der Schulraum. In der Südwand links vom Betsaal befindet sich der Zugang zum Gebäude. Das Portal wird über eine kleine dreistufige steinerne Freitreppe erreicht. Die Eingangstür liegt etwas zurückgesetzt unter der Traufe des Teilbaus. Die Überdachung wird von zwei schlichten Pilastern getragen. Die westliche Giebelwand verfügt über zwei Rechteckfenster im Dachgeschoss. Diese sind umrandet und haben eine profilierte Überdachung. Die Fenster des Schulraums sind in der nördlichen Außenwand. Es handelt sich um schmucklose Rechteckfenster.
Östlich an das Gebäude ist das ebenfalls als Baudenkmal ausgewiesene Küster- und Lehrerhaus angebaut.